# Kannadasan

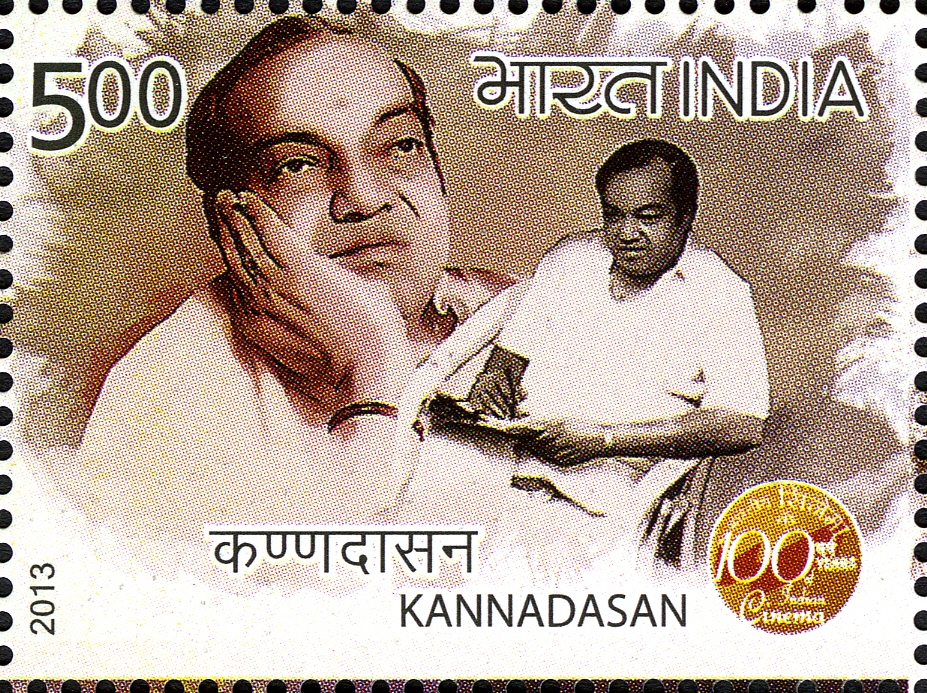
Kannadasan

Kannadasan (ur. 1927, zm. 1981) – indyjski poeta tworzący w języku tamilskim, twórca tekstów piosenek filmowych, także działacz polityczny.
Zadebiutował w 1949, tekstami piosenek z filmu Kanniyin Kadali. Stworzył przeszło 5 tys. piosenek filmowych, inspiracji poszukując między innymi w klasycznej epice. Jednym z ostatnich obrazów, w którym znalazły się jego utwory był Moonram Pirai (1982). Uznawany za jednego z największych tekściarzy, których wydał Kollywood, angażował się również w politykę (do 1964 należał do Drawidyjskiej Federacji Postępu (DMK)).